# Championnat du Pérou de football 1959
Navigation
Saison précédente Saison suivante
La saison 1959 du Championnat du Pérou de football est la trente-et-unième édition du championnat de première division au Pérou. Les dix clubs participants sont regroupés au sein d'une poule unique où ils s'affrontent deux fois au cours de la saison, à domicile et à l'extérieur. À la fin de cette première phase, les cinq premiers disputent la poule pour le titre, les cinq derniers la poule de relégation dont le dernier est relégué et remplacé par le champion de Segunda División, la deuxième division péruvienne.
C'est le club d'Universitario de Deportes qui remporte la compétition après avoir terminé en tête du classement final du championnat, avec cinq points d'avance sur le tenant du titre, Sport Boys et six sur le Centro Iqueño. C'est le 8e titre de champion du Pérou de l'histoire du club. 

## Les clubs participants
| - Alianza Lima - Sport Boys - Unión América - Promu de Segunda Division - Universitario de Deportes - Ciclista Lima | - Atlético Chalaco - Club Centro Deportivo Municipal - Sporting Cristal - Centro Iqueño - Mariscal Castilla |

## Compétition
Le barème utilisé pour établir le classement est le suivant :
- Victoire : 2 points
- Match nul : 1 point
- Défaite, forfait ou abandon : 0 point

### Classement
| Rang | Équipe                          | Pts | J  | G  | N | P  | Bp | Bc | Diff |
| ---- | ------------------------------- | --- | -- | -- | - | -- | -- | -- | ---- |
| 1    | Universitario de Deportes       | 33  | 22 | 15 | 3 | 4  | 51 | 30 | +21  |
| 2    | Sport Boys (T)                  | 28  | 22 | 12 | 4 | 6  | 40 | 23 | +17  |
| 3    | Centro Iqueño                   | 27  | 22 | 11 | 5 | 6  | 43 | 36 | +7   |
| 4    | Club Centro Deportivo Municipal | 22  | 22 | 7  | 8 | 7  | 36 | 37 | -1   |
| 5    | Sporting Cristal                | 20  | 22 | 7  | 6 | 9  | 37 | 39 | -2   |
| 6    | Ciclista Lima                   | 20  | 22 | 7  | 6 | 9  | 46 | 45 | +1   |
| 7    | Mariscal Castilla               | 19  | 22 | 6  | 7 | 9  | 36 | 41 | -5   |
| 8    | Atlético Chalaco                | 19  | 22 | 8  | 3 | 11 | 38 | 49 | -11  |
| 9    | Alianza Lima                    | 18  | 22 | 7  | 4 | 11 | 38 | 42 | -4   |
| 10   | Unión América (P)               | 14  | 22 | 5  | 4 | 13 | 21 | 44 | -23  |

|  | Champion du Pérou 1959                                |
|  | Relégation directe en Segunda División                |
|  | (T) : Tenant du titre (P) : Promu de Segunda Division |

## Bilan de la saison
| Championnat du Pérou de football 1959 |                                      |
| Champion                              | Universitario de Deportes (8e titre) |
| Promotions et relégations             |                                      |
| Promus en Primera División            | Mariscal Sucre                       |
| Relégués en Segunda División          | Unión América                        |